# Samir Guesmi
Samir Guesmi est un acteur et réalisateur franco-algérien, né le 7 octobre 1967 à Paris.

## Biographie
Né le 7 octobre 1967 à Paris[réf. nécessaire], il grandit au sein d'une famille d'immigrés algériens de huit enfants, avec un père ouvrier de chantier et une mère assistante maternelle. Élève médiocre à l'école, le théâtre donne un sens à son existence : « Il y avait un cours de théâtre près de chez mes parents, où nous vivions, dans le 13e arrondissement à Paris. Dans le quartier de la Butte-aux-Cailles il y avait vraiment des gens de tous âges qui traînaient devant et je ne savais pas ce que c’était. Un jour je me suis arrêté et je suis entré à l’intérieur. J’ai découvert un cours d’art dramatique. Je m’y suis posé, et pour moi la vie a commencé. Déjà d’être avec des gens venus de tous horizons sociaux et culturels pour la même envie, le théâtre… »
Après avoir effectué une formation d'acteur au Studio Pygmalion, puis au Théâtre-école Tania Balachova et au Théâtre École de Belle de mai à Marseille. Au théâtre, il joue notamment sous la direction de Jean-Christian Grinevald, Bernard Bloch, Georges Lavaudant, Stéphane Muh, Claude Alice Peyrotte, Frédéric Bélier-Garcia et Mohamed Rouabhi.
Il reçoit en 1996, pour le long-métrage Malik le maudit, le prix Michel-Simon et le prix d'interprétation au Festival du film d'Amiens. Après cela, il multiplie les apparitions au cinéma (RRRrrrr !!!, Ne le dis à personne, Adieu Berthe, Un conte de Noël…), tout en continuant de se produire au théâtre.
En 2007, Alain Gomis lui confie son premier grand rôle dans Andalucia.
En 2011, il est l'amoureux de jeunesse de Noémie Lvovsky dans Camille redouble, rôle qui lui vaut une nomination au César du meilleur acteur dans un second rôle.
En 2017, aux côtés de Kad Merad et d'enfants non acteurs, il s'illustre en professeur d'un collège dans La Mélodie de Rachid Hami.
À la télévision, on a pu notamment le voir camper un trafiquant de drogue dans la saison 2 d'Engrenages, tenir l'un des rôles forts de la série Les Revenants, faire partie du casting de la série Nina en 2015, tenir le rôle principal d'un épisode de la série L'Effondrement en 2019.
Il est le grutier amoureux qui suit sa jolie maitre-nageuse jusqu'en Islande dans L'Effet aquatique, le dernier film de la réalisatrice Solveig Anspach.
Il réalise en 2007 le court métrage C'est dimanche !, Prix du public au Festival de Clermont-Ferrand, et Grand Prix du Festival de Grenoble, et, en 2020, un premier long métrage Ibrahim, qui obtient le Valois d'or du meilleur film, de la mise en scène, du meilleur scénario et de la meilleure musique au Festival d’Angoulême.
Son film Ibrahim reçoit en janvier 2021 le Grand prix du jury au festival Premiers Plans d'Angers, présidé par Pierre Salvadori.
En 2022, il est membre du jury de Naomi Kawase lors du Festival international du film du Caire.

## Filmographie

### Acteur

#### Cinéma
Longs métrages
- 1988 : Jaune revolver d'Olivier Langlois : Khadour
- 1992 : IP5 de Jean-Jacques Beineix : Saddam
- 1992 : Les Nuits fauves de Cyril Collard : Jamel
- 1993 : Paul Bowles, demi-lune (Paul Bowles, Halbmond), segment Am strand von Markala de Frieder Schlaich et Irène Von Alberti : Lahcen
- 1995 : Fast de Dante Desarthe : Jocelyn
- 1995 : Élisa de Jean Becker
- 1996 : Malik le maudit de Youcef Hamidi : Malik
- 1996 : Des lendemains qui chantent de Caroline Chomienne :
- 1997 : XXL d'Ariel Zeitoun : le livreur de pizza
- 1997 : Les Sœurs Soleil de Jeannot Szwarc : le beur
- 1997 : Adiós de Nicolas Joffrin : le type du casting Raoul
- 1998 : J'aimerais pas crever un dimanche de Didier Le Pêcheur : Mako
- 1998 : Le Sourire du clown d'Éric Besnard : le chômeur dans le métro
- 1998 : Le Voyage à Paris de Marc-Henri Dufresne :
- 1998 : La Taule d'Alain Robak : le cuistot
- 1998 : Un pur moment de rock'n roll de Manuel Boursinhac : l'inspecteur Choukri
- 1998 : Nos vies heureuses de Jacques Maillot : Rachid
- 1999 : Cours toujours de Dante Desarthe : le chauffeur de taxi
- 2000 : Du poil sous les roses d'Agnès Obadia et Jean-Julien Chervier : le gynécologue
- 2001 : J'ai tué Clémence Acéra de Jean-Luc Gaget : Louis Ben Saïd, l'amant de Clémence
- 2000 : Et après d'Ismaël Mohamed :
- 2001 : Betty Fisher et autres histoires de Claude Miller : l'inspecteur
- 2001 : L'Afrance d'Alain Gomis : Khalid
- 2002 : Aram de Robert Kechichian : Saad
- 2002 : La Mentale de Manuel Boursinhac : Daniel
- 2003 : Violence des échanges en milieu tempéré de Jean-Marc Moutout : Adji Zerouane
- 2004 : Qui perd gagne ! de Laurent Bénégui : Albert
- 2004 : Comme une image d'Agnès Jaoui : le badaud 2
- 2003 : RRRrrrr!!! d'Alain Chabat : le piégeur 2
- 2004 : Banlieue 13 de Pierre Morel : Jamel
- 2005 : Ze Film de Guy Jacques : Marco
- 2004 : Akoibon d'Édouard Baer : le pote 1
- 2005 : Anthony Zimmer de Jérôme Salle : Driss
- 2006 : Selon Charlie de Nicole Garcia : Mo
- 2006 : Ne le dis à personne de Guillaume Canet : lieutenant Saraoui
- 2006 : Mon colonel de Laurent Herbiet : Ali
- 2006 : Anna M. de Michel Spinosa : le réceptionniste
- 2006 : La Disparue de Deauville de Sophie Marceau : l'étudiant en médecine
- 2007 : Andalucia d'Alain Gomis : Yacine
- 2008 : Un conte de Noël d'Arnaud Desplechin : Spatafora
- 2008 : Passe-passe de Tonie Marshall : l'infirmier 1
- 2008 : Ca$h d'Éric Besnard : Fred, le marin
- 2008 : Musée haut, musée bas de Jean-Michel Ribes : un gardien du Musée Malraux
- 2008 : Leur morale... et la nôtre de Florence Quentin : Boualem Malik
- 2009 : Bancs publics (Versailles Rive-Droite) de Bruno Podalydès : Romain
- 2009 : Je suis heureux que ma mère soit vivante de Claude Miller et Nathan Miller : l'employeur
- 2009 : Le Bal des actrices de Maïwenn : le mari de Jennifer
- 2010 : Hors-la-loi de Rachid Bouchareb : Otmani
- 2010 : L'Avocat de Cédric Anger : Ben Corey
- 2010 : Quelques jours de répit d'Amor Hakkar : Hassan
- 2011 : Mon pire cauchemar de Anne Fontaine : l'employé de la DDASS
- 2011 : La Femme du Vème de Pawel Pawlikowski : Sezer
- 2012 : La Cerise sur le gâteau de Laura Morante : Maxime
- 2012 : Adieu Berthe de Bruno Podalydès : Haroun
- 2012 : Camille redouble de Noémie Lvovsky : Eric
- 2012 : Au cas où je n'aurais pas la palme d'or de Renaud Cohen : Yossef
- 2012 : Télé Gaucho de Michel Leclerc : Bébé
- 2012 : Queen of Montreuil de  Sólveig Anspach : Samir
- 2013 : Je suis supporter du Standard de Riton Liebman : Lakdar
- 2013 : Gare du Nord de Claire Simon : l'homme Hello Kitty
- 2014 : Brèves de comptoir de Jean-Michel Ribes : Couss
- 2015 : Comme un avion de Bruno Podalydès : le livreur
- 2015 : Le Transporteur : Héritage de Camille Delamarre ; l'inspecteur Bectaoui
- 2016 : D'une pierre deux coups de Fejria Deliba : Hedi
- 2016 : L'Effet aquatique de Sólveig Anspach : Samir
- 2016 : Ma révolution de Ramzi Ben Sliman : Moncef
- 2016 : Jeunesse de Julien Samani ; José Géraud
- 2017  : Aurore de Blandine Lenoir : le formateur
- 2017 : Les Fantômes d'Ismaël d'Arnaud Desplechin : le médecin
- 2017 : La Mélodie de Rachid Hami : Farid Brahimi
- 2018 : La Dernière folie de Claire Darling de Julie Bertuccelli : Amir
- 2018 : Tout ce qu'il me reste de la révolution de Judith Davis : Emmanuel
- 2019 : Tu mérites un amour de Hafsia Herzi : Ben
- 2019 : Au nom de la terre d'Édouard Bergeon : Mehdi
- 2019 : Notre dame de Valérie Donzelli : Greg
- 2020 : Parents d'élèves de Noémie Saglio : François Biriani
- 2020 : Ibrahim de lui-même : Ahmed Bougaoui
- 2021 : Voir le jour de Stanley Woodward :
- 2021 : La Vie me va bien de Al Hadi Ulad-Mohand :
- 2021 : Chica de Caroline Chomienne :
- 2021 : Madame Claude de Sylvie Verheyde : René la Canne (caméo)
- 2022 : Un été comme ça de Denis Côté : Sami
- 2022 : Une mère de Sylvie Audcoeur : Farid
- 2022 : Fratè de Karole Rocher et Barbara Biancardini : Lucien
- 2022 : Nos frangins de Rachid Bouchareb : le père d'Abdel
- 2022 : Pour la France de Rachid Hami : Adil
- 2022 : Ailleurs si j'y suis de François Pirot : Stéphane
- 2023 : La Fille d'Albino Rodrigue de Christine Dory : Samy
- 2023 : Avant que les flammes ne s'éteignent de Mehdi Fikri : Slim
- 2024 : Tombés du camion de Philippe Pollet-Villard : Richard
- 2024 : Sur un fil de Reda Kateb : Abdel
- 2024 : Tigres et Hyènes de Jérémie Guez : Azzedine

Courts métrages
- 1991 : Noir dessin de Jean Heches : Karim
- 1993 : Les Mickeys de Thomas Vincent
- 1995 : La Vie parisienne d'Hélène Angel
- 1995 : Des hommes avec des bas de Pascal Chaumeil
- 1996 : Autre chose à foutre qu'aimer de Carole Giacobbi : Hamed
- 1996 : Le Mur de David Oelhoffen : Farid
- 1996 : Seule d'Érick Zonca
- 1997 : Dérapage de François Basset
- 1997 : Big Bang de David Oelhoffen : le conteur
- 1998 : À table ! d'Idit Cébula
- 1999 : Scénarios sur la drogue : Lucie de Guillaume Nicloux
- 1999 : Tête à tête de Jean-Marc Brondolo
- 2000 : L'Attaque du camion de glaces de Brice Ansel : Claude, le glacier
- 2000 : C.D.D. d'Olivier Loustau : 267
- 2000 : Échos d'Algérie de Khalid Amari
- 2000 : Norredine 1999 de Vanessa Lespinart
- 2001 : En mon absence de David Verhoeven
- 2003 : Le Souffle de Mathieu Vadepied : le jeune père
- 2004 : Échafaudages de David Oelhoffen : le réalisateur
- 2004 : Destination de Fabrice Camoin : Nabil
- 2006 : Le Mozart des pickpockets de Philippe Pollet-Villard : le réceptionniste
- 2006 : Ahmed de Formose Gomis : Ahmed
- 2007 : L'Autre rive de Fabrice Camoin : Nabil
- 2010 : Sang Froid de Julien Bossé
- 2012 : Frank-Étienne vers la béatitude de Constance Meyer : Serge Bercot
- 2014 : Poisson d'Aurélien Vernhes-Lermusiaux : Karim
- 2014 : Coucher de soleil sur le 9-3 de Caroline Chomienne : Nabil
- 2015 : Belle Gueule d’Emma Benestan : le père
- 2015 : Les Mâles ne vivent pas de Matthieu Salmon : Philippe
- 2016 : Première séance de Jonathan Borgel : Ivan
- 2020 : Le Tissu du monde de Jeanne Traon-Loiseleux : Maurice Merleau-Ponty
- 2023 : Talk Chaud de Rian Tehami : la voix off

#### Télévision
- 1993 : Navarro, saison 5, épisode 2 Les Enfants de nulle part de Patrick Jamain (série télévisée) : Hocine
- 1994 : Le Clandestin de Jean-Louis Bertuccelli (téléfilm) : Ahmed
- 1994 : Julie Lescaut, saison 3, épisode 3 La Mort en rose d'Élisabeth Rappeneau (série télévisée) : Slimane
- 1995 : Le Serment d'Hippocrate de Jean-Louis Bertuccelli (téléfilm) :
- 1995 : Le Parasite de Patrick Dewolf (téléfilm) : le vigile
- 1995 : Lulu roi de France de Bernard Uzan (téléfilm) : Sami
- 1997 : Regards d'enfance, épisode Mélanie d'Emmanuel Finkiel (série télévisée) : le surveillant
- 1997 : L'Amour à l'ombre de Philippe Venault (téléfilm) : Nordine
- 1997 : La Bastide blanche de Miguel Courtois (mini série téléfilm) : Nordine
- 1997 : Mauvaises affaires de Jean-Louis Bertuccelli (téléfilm) : Karim
- 1999 : Bonne Nuit de Pascal Laugier (téléfilm) : Phellipe
- 1999 : Les Vilains de Xavier Durringer (téléfilm) :  Rachid
- 2000 : Mix-cité de Christophe Leprêtre (téléfilm) : Djamel
- 2000 : Anna en Corse de Carole Giacobbi (téléfilm) : Hamed
- 2001 : Docteur Sylvestre, épisode Café frappé de Jean-Louis Bertuccelli (série télévisée) : Olivier
- 2003 : Une grande fille comme toi de Christophe Blanc et Mercedes Cecchetto (téléfilm) : Hakim
- 2005 : Don Quichotte ou Les mésaventures d'un homme en colère de Jacques Deschamps (téléfilm) : le gardien / Ricote
- 2005 : Docteur Dassin, généraliste, épisode L'Ombre et la lumière d'Olivier Langlois (série télévisée) : Rémi Alkoni
- 2006 : Mentir un peu d'Agnès Obadia (téléfilm) :
- 2007 : Ravages de Christophe Lamotte (téléfilm) : Malek
- 2008 : Engrenages, saison 2, de Gilles Bannier (série télévisée) : Farouk Larbi
- 2008 : Rien dans les poches de Marion Vernoux (téléfilm) : Nader
- 2009 : Suite noire (collection) : Quand la ville mord de Dominique Cabrera : Tramson
- 2010 : En chantier, Monsieur Tanner ! de Stefan Liberski (téléfilm) : Khaled
- 2012, 2015 : Les Revenants, saisons 1 et 2 (série télévisée) : Thomas
- 2015 : Nina, épisode Qui trop embrasse d'Eric Le Roux (série télévisée) : Ali
- 2017 : La Bête curieuse de Laurent Perreau (téléfilm) : Idir
- 2018 : Ben d'Akim Isker (série télévisée) : Laurent Wagner
- 2019 : L'Effondrement, épisode La Centrale (mini série télévisée) : Amine
- 2018-2020 : 50 nuances de Grecs (série télévisée) : voix d'Apollon
- 2020 : La Fugue de Xavier Durringer (téléfilm) : Thomas
- 2021 : Rebecca de Didier Le Pêcheur (mini série télévisée)
- 2021 : L'Amour flou (série télévisée)
- 2022 : Qu'est-ce qu'on va faire de Jacques ? de Marie Garel-Weiss : Laurent
- 2023 : Sous contrôle d'Erwan Le Duc : le directeur de cabinet de la ministre
- 2026 : Laura d'Akim Isker : David

### Réalisateur
- 2008 : C'est dimanche ! (court métrage) (primé dans plusieurs festivals)[5]
- 2020 : Ibrahim

## Théâtre
- 1991 : Les Mariés de la tour Eiffel de Jean Cocteau, mise en scène Olivier Mothes, L'Onde (théâtre de Vélizy-Villacoublay)
- 1994 : Tue la mort de Tom Murphy, mise en scène Bernard Bloch, Théâtre de la Commune
- 1995 : Tue la mort de Tom Murphy, mise en scène Bernard Bloch, Nouveau Théâtre de Bourgogne
- 2002 : Une nuit arabe de Roland Schimmelpfennig, mise en scène Frédéric Bélier-Garcia, Théâtre du Rond-Point
- 2003 : Cinq Hommes de Daniel Keene, mise en scène Stéphane Müh, Théâtre du Rond-Point, MC2
- 2004 : La Ronde d'Arthur Schnitzler, mise en scène Frédéric Bélier-Garcia, La Criée, Théâtre national de Nice
- 2004 : Othello de Shakespeare, Odéon-Théâtre de l'Europe
- 2013 : Perplexe de Marius von Mayenburg, mise en scène de Frédéric Bélier-Garcia, Théâtre Le Quai à Angers
- 2014 : Perplexe de Marius von Mayenburg, mise en scène de Frédéric Bélier-Garcia, Théâtre du Rond-Point

## Distinctions

### Récompenses
- Prix Michel-Simon 1996 pour Malik le maudit
- Festival international du film d'Amiens 1996 : Prix d'interprétation masculine pour Malik le maudit
- Festival international du film francophone de Namur 2007 : Prix d'interprétation masculine  pour Andalucia
- Festival de Clermont-Ferrand 2008 : Prix du public pour C'est dimanche !
- Festival du film court en plein air de Grenoble 2008 : Grand Prix pour C'est dimanche !
- Festival européen du film court de Brest 2008 : Prix révélation pour C'est dimanche ![6]
- Festival du film francophone d'Angoulême 2020 : Valois du meilleur film, Valois de la mise en scène et Valois du scénario[7] pour Ibrahim

### Nomination
- César 2013 : César du meilleur acteur dans un second rôle pour Camille redouble